# Felipa Moniz Perestrello
Felipa Moniz Perestelo (c. 1455 - c. 1484-85), també referida pels noms de Filipa Moniz, Filipa Perestrelo, Filipa Moniz Perestrelo o Felipa Moñiz Perestrelo, entre altres per diferents autors, era filla de Bartolomeu Perestrelo, primer governador de l'illa de Porto Santo i d'Isabel Moniz.

## Biografia
Felipa, en sa joventut, visqué retirada en el Monestir de Santos-o-Velho. i està enterrada a la Capella de Piedade no Carmo a Lisboa.
Segons Hernando Colom, en la seva biografia del seu pare, ens indica que Felipa Moniz fou comanadora del monestir de Santos, a Lisboa, lloc on Colom anava a escoltar missa. Hernando es refereix a l'atracció de Felipa per Colon en aquestes paraules:
| «                                                  | En la mesura que es va comportar molt honorablement, i era un home de molt fina presència, i no obstant això tan honest, que ella mantenia moltes converses amb ell i gaudia de la seva amistat tant que va esdevenir la seva esposa | » |
| — Hernando Colon: Vida del Almirante don Cristóbal | |   |

Hernando relata que l'any 1479 o el 1480 Felipa va contraure matrimoni amb Cristòfor Colom, probablement a Lisboa. Un cop casats el matrimoni va viure a Porto Santo i a Madeira. El seu matrimoni amb Colom permetria a aquest poder presentar el seu projecte a la cort, donat que Felipa pertanyia a la classe alta portuguesa. El 1480 van tenir el seu únic fill, Diego Colón Moniz.

## Família
Les dades vers la vida de Felipa Moniz, se'ns presenten de forma obscura, fins al punt que Samuel Eliot Morison indica:«no sabem absolutament res de l'aparença ni el caràcter de l'única esposa de Colom». Aquest fet és extrapolable als seus orígens familiars. Pel costat de la seva mare, Felipa provenia de la poderosa família Moniz que havia estat en estret contacte amb la família reial. Des del segle xii, quan el seu fundador, Egas Moniz, es va convertir en Governador, en temps d'Afonso Henriques, primer rei de Portugal. L'avi de Felipa, Gil Ayres Moniz, fou dels senyorius més rics de l'Algarve, l'última de les terres conquerides als infidels, i acompanyà a Enric el Navegant en la conquesta de Ceuta el 1415.
Per part de pare, Bartomeu, els orígens familiars de Felipa la situen com a descendent dels italians Palestrellos o Pallastrellis de Piacenza: Filippo o Filippone Pallastrelli, avi de Felipa, es va traslladar a Portugal l'any 1385 on es va establir primer a Porto, passant més tard a Lisboa. El pare de Felipa fou un dels primers pobladors de Porto Santo, i estava ben relacionat amb la cort portuguesa. Així doncs, i segons diferents autors, Felipa Moniz fou de sang noble i pertanyent a un dels més nobles llinatges de Portugal, emparentats amb els Bragança. De fet aquesta Felipa Moniz era cosina d'alguns exiliats portuguesos de la Casa de Bragança que conspiraren contra Joan II de Portugal.
El matrimoni entre Bartomeu Perestello i Isabel Moniz (pares de Felipa) fou entre 1449-1450. Sembla que Isabel era la segona o tercera esposa de Perestrello. Fruit del matrimoni en foren tres fills: Bartolomé, Felipa i Violant (o Briolanda), amb qui Colom va mantenir bones relacions de llarg després de la mort de la seva dona. Des de 1446 Bartomeu Perestrello vivia a Porto Santo, i allà va viure fins a la seva mort el 1457. Després de la mort de Perestrello, Isabel Moniz va tornar a Lisboa.

## Mort
Felipa morí entre 1484 - 1485. No gaire temps després de la seva mort Colom deixa Portugal. Es creu que Colom es dirigí a Palos per tal de deixar el seu fill Diego a cura de sa cunyada Violant (o Briolanda) i el seu marit Miquel Muliart.
Cal indicar, com a dada interessant, que Colom mai no esmenta el nom de la seva dona, en cap dels documents que han arribat fins a nosaltres, tot i que es refereix a ella dues vegades. Una vegada, en una carta de l'any 1500, i la segona vegada en el seu testament del 25 agost 1505 quan recomana al seu fill Diego que hi hauria d'haver missa per "les ànimes del meu pare, la meva mare i la meva dona ".